# Céleste Mordenti
Céleste Mordenti (* 25. Januar 2003 in München) ist eine luxemburgische Turnerin. Sie hat bisher an vier Welt- und sechs Europameisterschaften im Gerätturnen teilgenommen und bei einem Weltcup im Jahr 2024 die erste Medaille überhaupt im Turnen für Luxemburg geholt. 2025 wurde sie mit dem Shooting Star Award der Union Européenne de Gymnastique ausgezeichnet.

## Karriere
Mordenti wurde in München im Jahr 2003 als Tochter eines Deutschen und einer Französin geboren. Sie zog im Alter von zwei Jahren nach Luxemburg, wo sie schon früh mit dem Eltern-Kind-Turnen anfing. Mordenti tritt auf nationaler Ebene für den Verein Gym Bonnevoie/Bonneweg sowie auf internationaler Ebene im Elitekader der Fédération Luxembourgeoise de Gymnastique an.
Mordenti bestritt ihre ersten Europameisterschaften der Seniorinnen im Jahr 2019 im polnischen Stettin, nachdem sie im Vorjahr schon an den Junioren-Europameisterschaften im schottischen Glasgow teilgenommen hatte. Im selben Jahr 2019 folgten ihre ersten Weltmeisterschaften in Stuttgart, für die sie sich als erste luxemburgische Turnerin seit den Weltmeisterschaften 2005 qualifizieren konnte.
Auch in den Folgejahren vertrat Mordenti Luxemburg bei den großen internationalen Wettkämpfen. Sie konnte sich jedoch auch bei den aufgrund der COVID-19-Pandemie ins türkische Mersin verlegten Europameisterschaften 2020 sowie den Turn-Europameisterschaften 2021 im Schweizerischen Basel und den Turn-Weltmeisterschaften 2021 im japanischen Kitakyūshū nicht für ein Mehrkampf- oder Gerätefinale qualifizieren. In Mersin war erstmals seit über 20 Jahren eine luxemburgische Nationalmannschaft angetreten und verpasste das Teamfinale nur knapp. Bei den Turn-Weltmeisterschaften 2023 in Antwerpen und bei den Turn-Europameisterschaften 2024 in Rimini konnte sie jeweils ihre Bestleistung steigern, auf insgesamt über 50 Punkte. Die Teilnahme für die Turn-Weltmeisterschaften im Folgejahr verpasste sie jedoch knapp. Bei den Weltcups 2023 in Osijek und Mersin erreichte sie jeweils das Finale am Stufenbarren und konnte beim Weltcup in Szombathely im Jahr 2024 mit dem dritten Platz an diesem Gerät die erste Medaille überhaupt im Turnen für Luxemburg holen. Diese Platzierung konnte sie beim World Challenge Cup 2025 in Warna wiederholen, wo sie ins Finale aller vier Geräte einziehen konnte. Im Rahmen der Turn-Europameisterschaften 2025, die beim Internationalen Deutschen Turnfest 2025 in Leipzig ausgetragen wurden, erhielt sie den Shooting Star Award der Union Européenne de Gymnastique für diese Leistungen bei den World Cups, die eine Inspiration für den Turnsport in Luxemburg sind.
Bis 2022 trainierte Mordenti circa 30 Stunden pro Woche in Luxemburg (Stadt) bei Piotr Kopczyński und Domenica Camardella im Institut National des Sports. Nach Abschluss des dortigen Sportlycées (Sportgymnasium) ging sie zum Studium der Künstlichen Intelligenz nach Amsterdam, wo sie seitdem bei Wolther Kooistra und dessen Frau Claudia Werkhoven trainiert. Seit 2025 ist sie Mitglied in der Athletenkommission des Comité Olympique et Sportif Luxembourgeois.

## Auszeichnungen
- Shooting Star Award 2025 der Union Européenne de Gymnastique

## Galerie

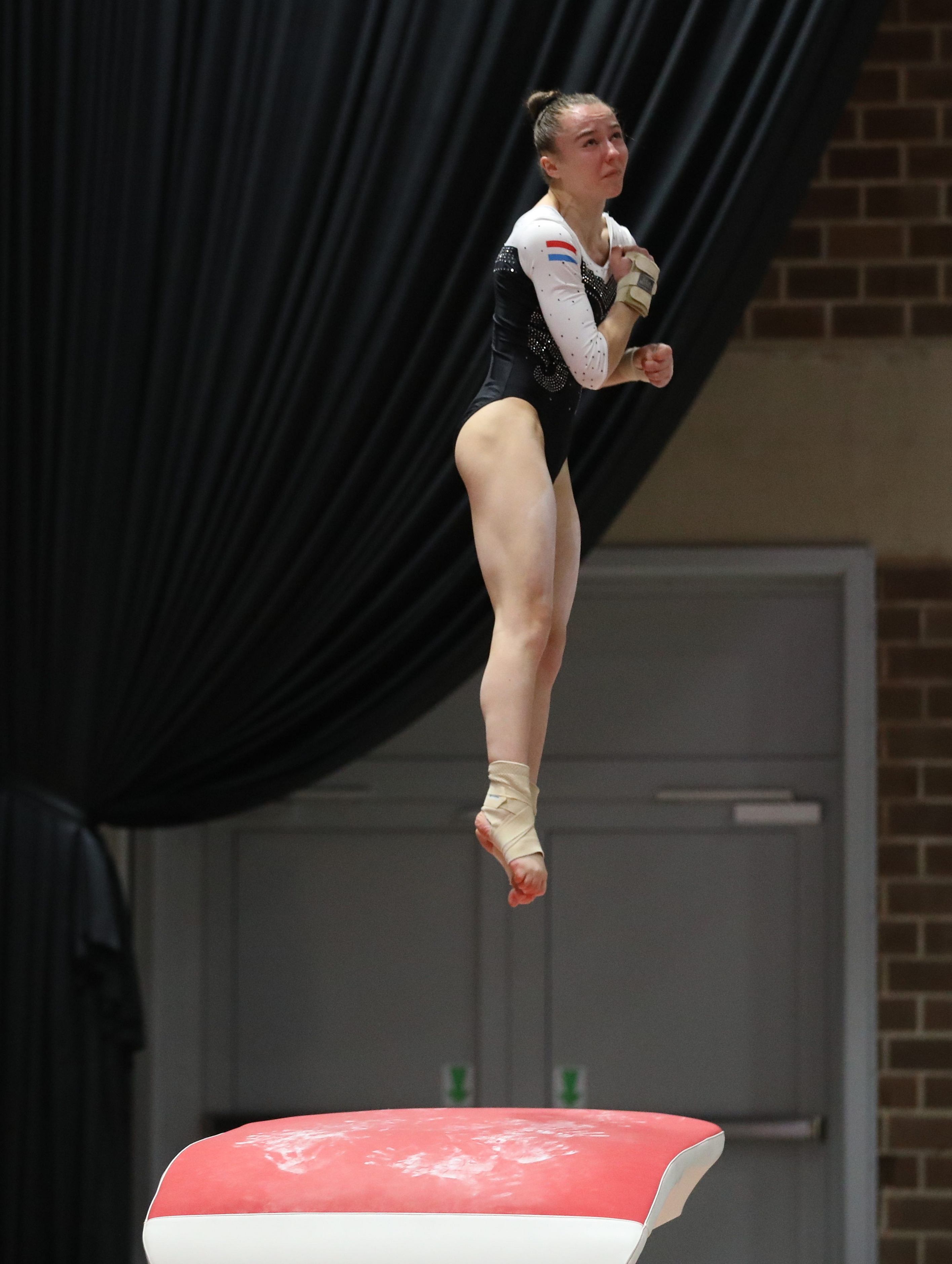
Mordenti am Sprung,
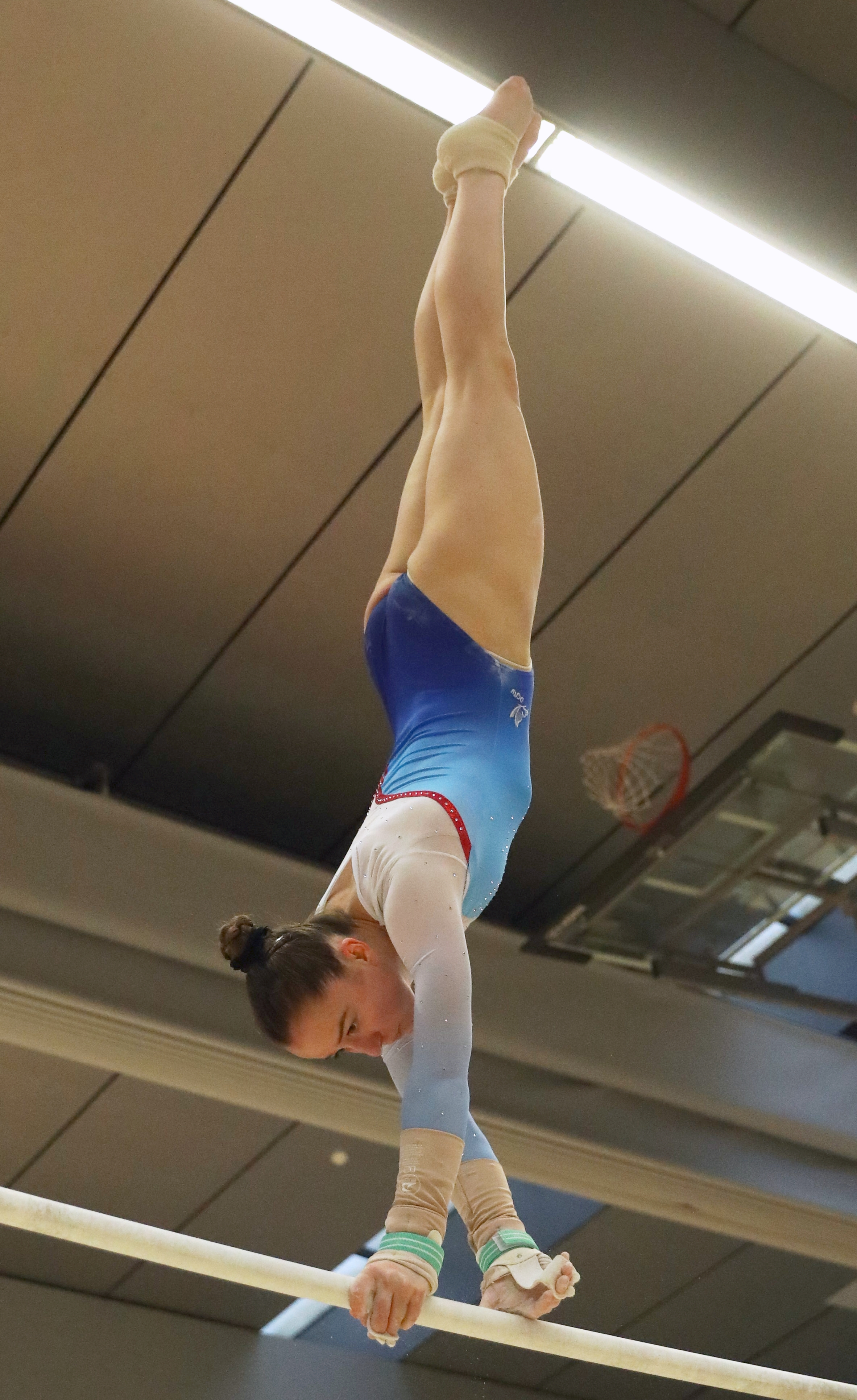
Stufenbarren,
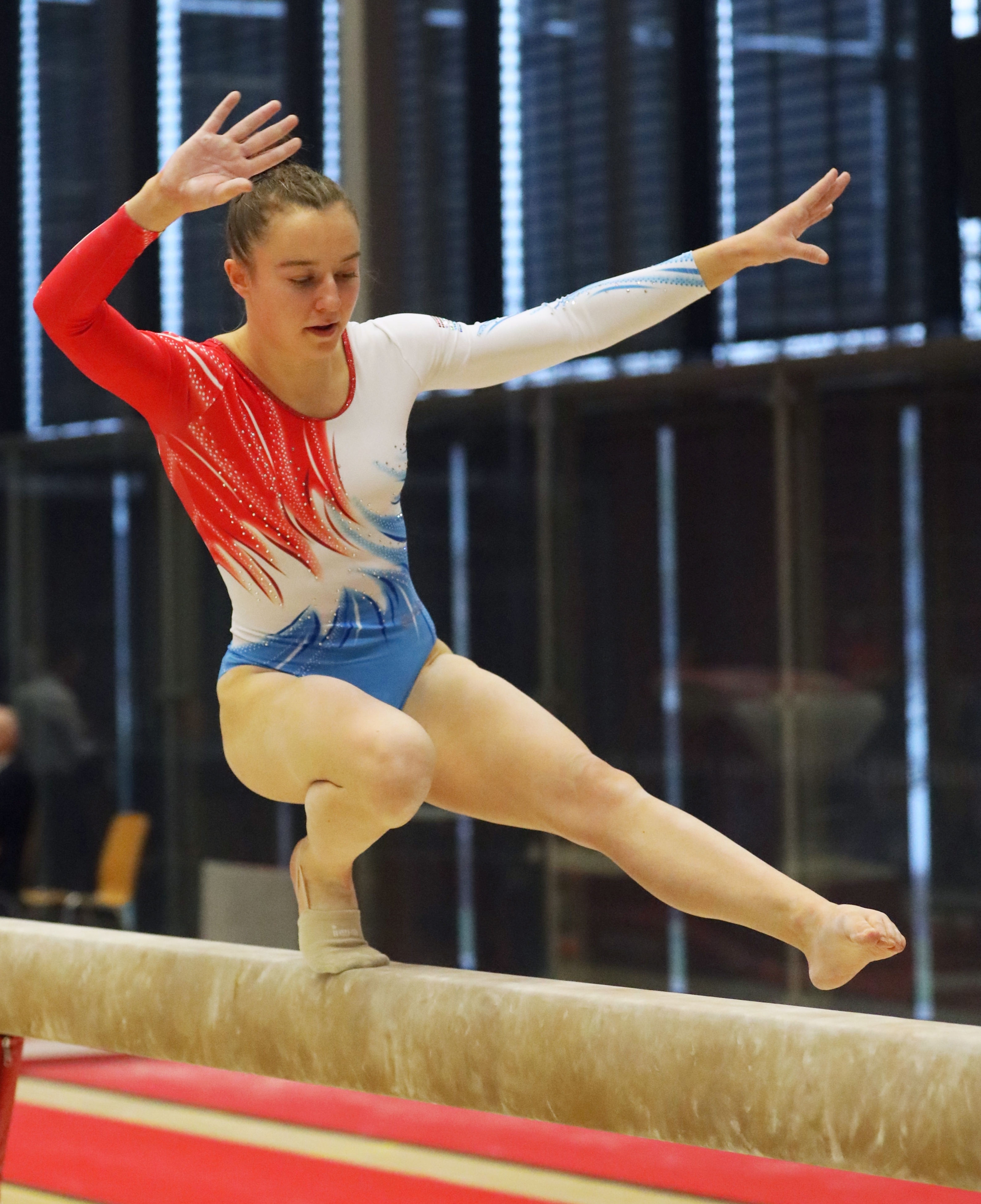
am Schwebebalken und
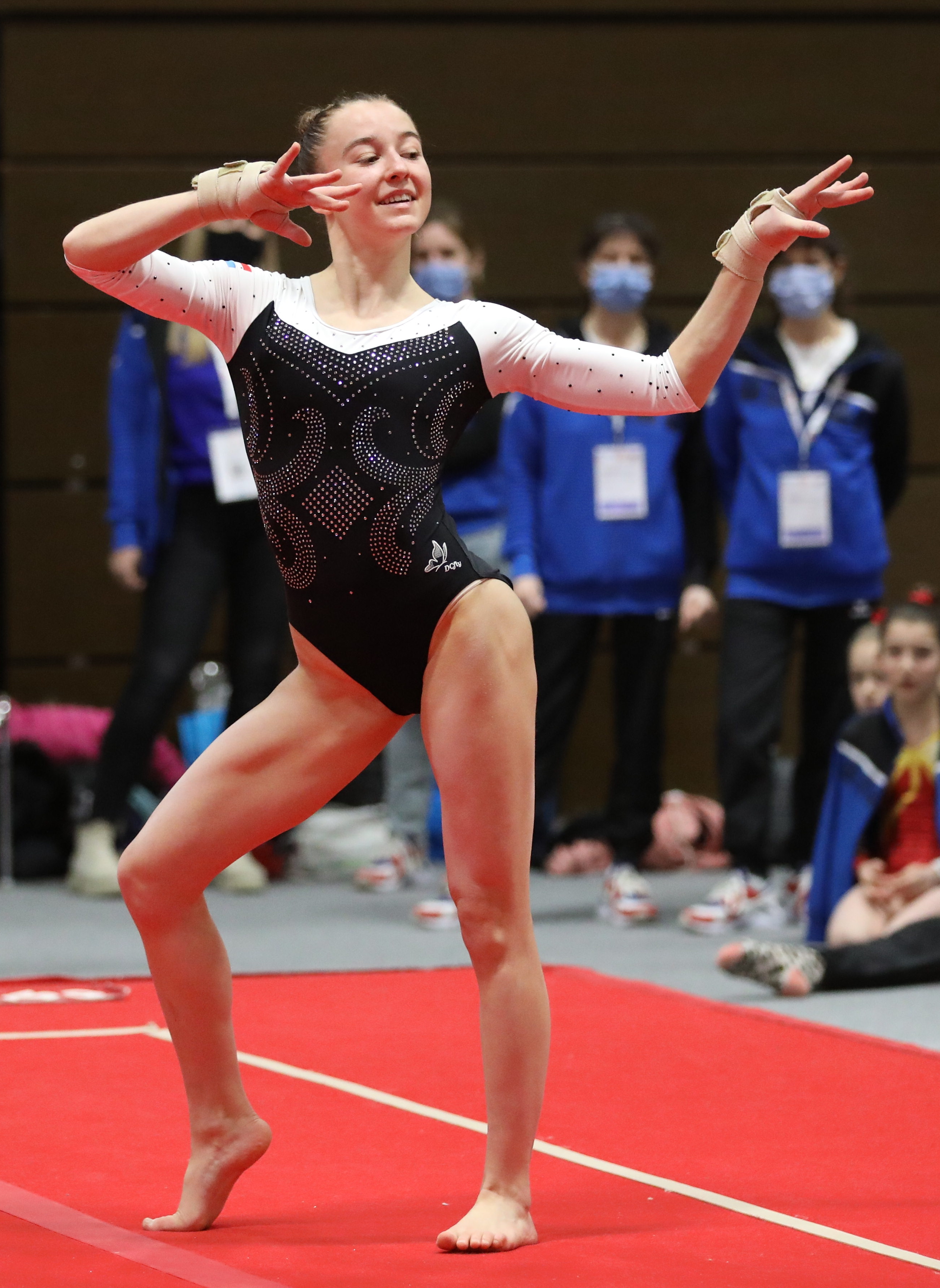
Boden.